# 郑人康
郑人康，山东广安人，是一名清朝政治人物。
郑人康曾于1811年接替方恩承任南汇县知县一职，1812年由李传簪接任。